# Espirostrèptides
Els espirostrèptides (Spirostreptida) són un ordre de diplòpodes quilognats del superordre Juliformia. Hi ha unes 1.000 espècies descrites, de manera que són el segon ordre de milpeus més nombrós, darrera dels polidèsmides.

## Característiques

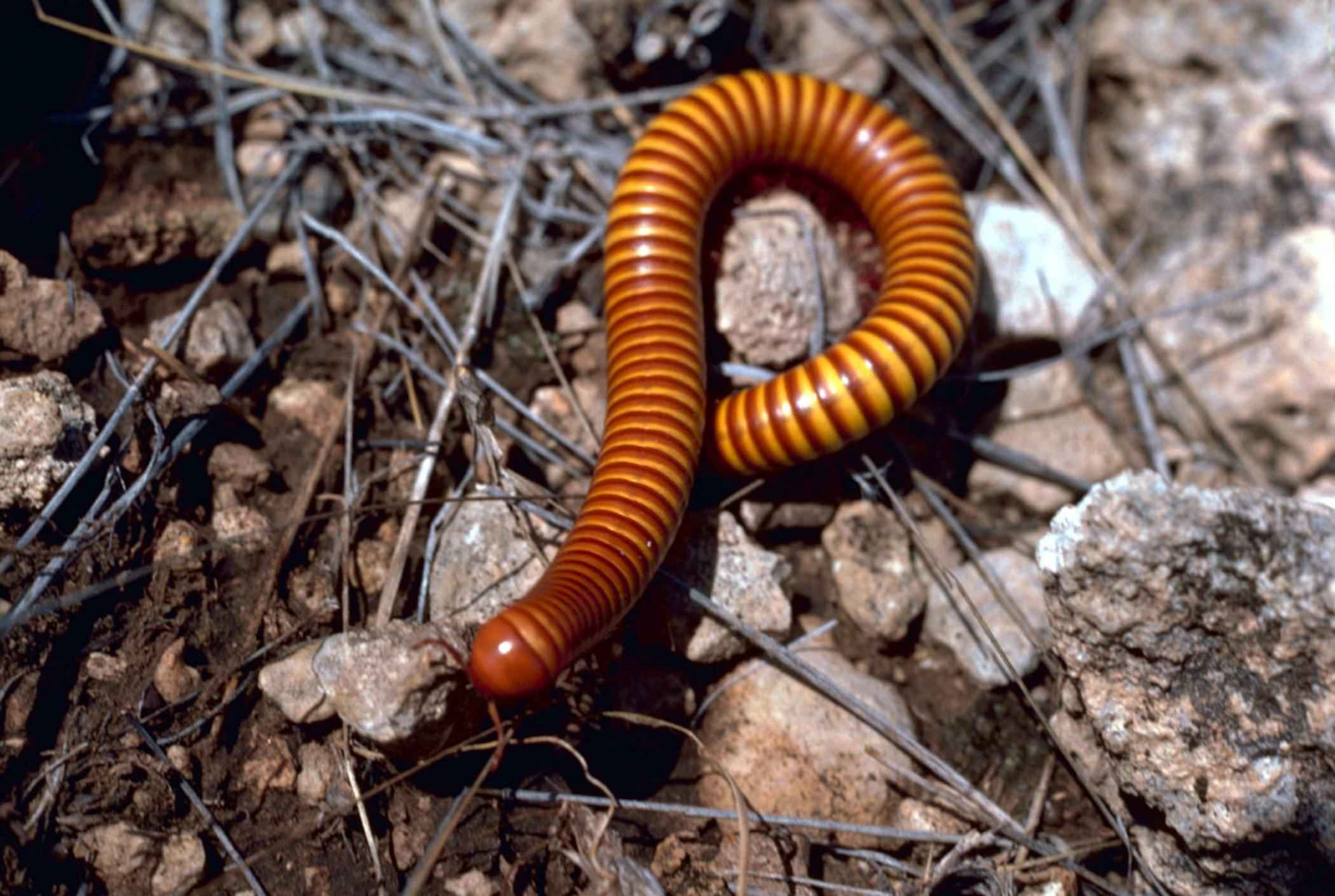
Orthoporus sp.

Els espirostrèptides són generalment grans, llargs i cilíndrics, amb 30 a 90 segments. Normalment tenen ulls. Aquest ordre conté el milpeus més llarg; el milpeus gegant Africà del gènere Archispirostreptus pot superar els 30 cm de longitud.

## Distribution
Els espirostrèptides són principalment tropicals, viuen a Àfrica, Sud d'Àsia fins Japó, Austràlia i, al hemisferi occidental, dels Estats Units fins a l'Argentina.

## Taxonomia
L'ordre Spirostreptida inclou unes 1.000 espècies, segons el següent esquema:
Subordre Cambalidea Cook, 1895
- Família Cambalidae Bollman,1893
- Família Cambalopsidae Cook 1895
- Família Choctellidae Chamberlin and Hoffman, 1950
- Família Iulomorphidae Verhoeff, 1924
- Família Pseudonannolenidae Silvestri, 1895

Subordre Spirostreptidea Brandt, 1833
- Superfamília Odontopygoidea Attems, 1909
  - Família Atopogestidae Hoffman, 1980
  - Família Odontopygidae Attems. 1909
- Superamília Spirostreptoidea Pocock, 1894
  - Família Adiaphorostreptidae Hoffman, 1977
  - Família Harpagophoridae Attems, 1909
  - Família Spirostreptidae Brandt, 1833